# Набеденият виновен
„Набеденият виновен“ (на английски: The Wrong Man) е американски филм ноар, документална драма на Алфред Хичкок. Сценарият е написан от Максуел Андерсън и Ангъс Макфейл. Сюжетът на филма е вдъхновен от действителен случай, описан в книгата на Андерсън The True Story of Christopher Emmanuel Balestrero, и разказва за невинен мъж, обвинен в престъпление. В главните роли са Хенри Фонда и Вера Майлс.

## Сюжет
В началото Алфред Хичкок излиза на екрана и казва на публиката, че във филма "Всяка дума е истина". 
Кристофър Емануел Балестреро – „Мани“ (Хенри Фонда) е музикант в известен нощен клуб в Ню Йорк и със съпругата си Роуз (Вера Майлс) имат финансови затруднения. Роуз има проблеми със зъбите си и Мани иска да събере 300 долара, за да ѝ ги оправят. Той отива в застрахователна компания, за да заеме пари от полицата на съпругата си, но там служителка го припознава за престъпик, от когото е била обрана наскоро. 
Мани е заловен и разпитван в участъка. Полицията го води в различни магазини, които са обирани от истинския престъпник. Диктуват му текст от бележка, използвана при обира на застрахователната компания. Мани изпуска същата буква, която е изпуснал и крадецът. 
Мани и Роуз наемат адвоката Франк О'Конър (Антъни Куейл) да докаже невинността на Мани. Това се оказва невъзможно, защото няма свидетели, които да потвърдят, че Мани е бил на почивка по време на първия от поредицата обири, за които той е обвинен. Тези обстоятелства причиняват депресия на Роуз и тя е хоспитализирана.  
В края на филма истинският крадец е зловен. Кристофър отива да сподели добрите новини на съпругата си в клиниката, но тя остава депресирана. Финален текстов епилог разкрива, че тя е оздравяла след две години лечение.

## В ролите
| Актьор           | Роля                                |
| ---------------- | ----------------------------------- |
| Хенри Фонда      | Кристофър Емануел „Мани“ Балестреро |
| Вера Майлс       | Роуз Балестреро                     |
| Антъни Куейл     | Франк О'Конър                       |
| Харолд Дж. Стоун | детектив лейтенант Бауърс           |
| Чарлз Купър      | детектив Матюс                      |
| Джон Хилдебранд  | Томасини                            |
| Естер Минчоти    | мама Балестреро                     |
| Дорин Ланг       | Ан Джеймс                           |
| Лоринда Барет    | Констанс Уилис                      |
| Норма Конъли     | Бети Тод                            |
| Нехемия Персов   | Джин Конфорти                       |
| Лола Д'Анунцио   | Олга Конфорти                       |
| Вернер Клемперер | д-р Банай                           |
| Кипи Кембъл      | Робърт Балестреро                   |
| Робърт Есен      | Грегъри Балестреро                  |
| Ричард Робинс    | Даниел, виновникът                  |